# Loris Reggiani
Loris Reggiani (ur. 7 października 1959 w Forli) – włoski motocyklista.

## Kariera

### 125 cm³
W MMŚ Loris zadebiutował w roku 1980, w kategorii 125 cm³. Dosiadając motocykl Minarelli, wystartował w sześciu wyścigach, podczas których aż pięciokrotnie stawał na podium, a podczas GP Wielkiej Brytanii po raz pierwszy w karierze odniósł zwycięstwo. Zdobyte punkty sklasyfikowały go na 6. miejscu.
W kolejnym sezonie wziął udział w dziewięciu rundach. W tym czasie sześć razy zameldował się na podium, z czego dwukrotnie na najwyższym stopniu (w GP Jugosławii i RPA). W inauguracyjnym wyścigu w Argentynie uzyskał najszybsze okrążenie, natomiast na torze w Kyalami sięgnął po pole position. Ostatecznie został wicemistrzem świata, przegrywając jedynie z dominującym Hiszpanem Ángelem Nieto. W tym samym roku został również mistrzem Włoch w tej samej kategorii (również na Minarelli).

### 350 cm³/250 cm³
W 1981 roku Włoch zadebiutował w pośredniej klasie, która po raz ostatni korzystała z pojemności 350 cm³. W jedynym swoim starcie (o GP Czech) dojechał na siódmej lokacie. Korzystając z maszyny Bimota, zmagania zakończył na 21. miejscu.
W kolejnym roku Loris wystartował w inauguracyjnej rundzie średniej kategorii o nowej pojemności 250 cm³. Na motocyklu MBA, podczas GP Argentyny, rywalizację ukończył na ósmej pozycji. W klasyfikacji generalnej zajął 30. lokatę.
W sezonie 1984 Reggiani wystartował w pięciu eliminacjach. Dosiadając maszynę Kawasaki, dwukrotnie dojechał w czołowej dziesiątce, zajmując podczas GP Austrii i San Marino odpowiednio szóste i dziesiąte miejsce. Uzyskane punkty pozwoliły mu zająć 22. pozycję w klasyfikacji generalnej.
W roku 1985 Włoch przesiadł się na motocykl Aprilii. Wystąpiwszy w ośmiu wyścigach, sześciokrotnie sięgał po punkty, będąc przy tym dwukrotnie na najniższym stopniu podium (w GP Jugosławii i San Marino). Zmagania zakończył na 6. miejscu.
Po obiecującym poprzednim sezonie, w kolejnym Loris zaliczył nieudany epizod na maszynie Yamahy. W sześciu startach tylko dwukrotnie dojechał do mety, kończąc rywalizację poza punktowaną piętnastką.
Na sezon 1987 Reggiani powrócił do jazdy na włoskim motocyklu. Włoch wystartował w trzynastu wyścigach, podczas których pięciokrotnie zameldował się na podium. Nie ukończył jednak aż sześciu rund. Pierwsze pole position uzyskał podczas GP Narodów, natomiast pierwsze zwycięstwo odniósł na torze w San Marino. Tak jak przed dwoma laty, został sklasyfikowany na 6. pozycji.
Rok 1988 był znacznie mniej udany dla włoskiego zawodnika. Spośród trzynastu eliminacji, tylko w pięciu dojechał do mety, czterokrotnie kończąc zmagania w czołowej dziesiątce. Najlepiej spisał się w GP Czech, gdzie zajął czwartą lokatę. Uzyskane punkty sklasyfikowały go na 13. miejscu.
W sezonie 1989 Włoch zadebiutował na motocyklu Hondy. Wyniki nie uległy jednak znacznej poprawie. Loris sześciokrotnie zameldował się na punktowanych pozycjach. Podbudował swój dorobek punktowy dzięki świetnej postawie w kończącym rywalizację GP Brazylii, w którym sięgnął po pole position, a dzień później zajął trzecią lokatę. Nieznacznie większa pula punktów w stosunku do poprzedniego roku zagwarantowała mu 11. pozycję w końcowej klasyfikacji.
Wraz z nową dekadą Reggiani po raz trzeci powrócił na maszynę Aprilii. W trakcie zmagań dziewięciokrotnie dojechał w czołowej piętnastce. Jedyne podium w sezonie uzyskał na torze we Francji, w którym został sklasyfikowany na trzeciej lokacie. Pomimo większego dorobku w porównaniu z zeszłym rokiem, Loris musiał pogodzić się, tak jak przed dwoma laty, z 13. lokatą.
Sezon 1991 to oczekiwany powrót do świetnych wyników. Włoch regularnie plasował się w czołowej dziesiątce, będąc czterokrotnie na podium. Podczas GP Francji po raz drugi w karierze zwyciężył (wykręcił również najszybszy czas okrążenia), natomiast w GP Wielkiej Brytanii po raz trzeci sięgnął po pole position. Zdobyte punkty sklasyfikowały go po raz trzeci w tej serii na 6. miejscu.
W 1992 roku Loris zaliczył najlepszy sezon w karierze. Począwszy od GP Hiszpanii, w którym wygrał, aż dziesięciokrotnie meldował się w czołowej trójce, odnosząc przy tym drugie zwycięstwo na torze we Francji. Dzięki temu został wicemistrzem świata, za bezkonkurencyjnym rodakiem Lucą Cadalorą.
Ostatni sezon w średniej kategorii okazał się mniej udany. W pierwszej fazie mistrzostw ani razu nie stanął na podium. Dopiero w ostatnich sześciu wyścigach zaczął meldować się w czołowej trójce, odnosząc zwycięstwo w GP RPA oraz sięgając po pole position w San Marino. Dzięki temu został sklasyfikowany na 3. pozycji.

### 500 cm³
W 1994 Reggiani zadebiutował w najwyższej kategorii 500 cm³, podczas GP Hiszpanii. Na torze Jerez zmagania zakończył wówczas na dziewiątym miejscu. Włoch wystartował jeszcze w pięciu rundach, jednak w żadnej z nich nie dojechał do mety. Ścigał się wtedy na maszynie Aprilii, a w ogólnej punktacji zajął 24. lokatę.
W kolejnym sezonie reprezentował włoski zespół w pełnym wymiarze. We wszystkich ukończonych wyścigach dojeżdżał w czołowej piętnastce, będąc przy tym siedmiokrotnie w pierwszej dziesiątce. Najlepiej zaprezentował się podczas GP Czech oraz Europy, gdzie zajął siódmą pozycję. W klasyfikacji generalnej uplasował się na 10. miejscu. Po tym sezonie nieoczekiwanie zakończył karierę w mistrzostwach świata.

### Statystyki liczbowe
System punktowy od 1969 do 1987:
| Pozycja | 1  | 2  | 3  | 4 | 5 | 6 | 7 | 8 | 9 | 10 |
| Punkty  | 15 | 12 | 10 | 8 | 6 | 5 | 4 | 3 | 2 | 1  |

System punktowy od 1988 do 1992:
| Pozycja | 1  | 2  | 3  | 4  | 5  | 6  | 7 | 8 | 9 | 10 | 11 | 12 | 13 | 14 | 15 |
| Punkty  | 20 | 17 | 15 | 13 | 11 | 10 | 9 | 8 | 7 | 6  | 5  | 4  | 3  | 2  | 1  |

System punktowy od 1993
| Pozycja | 1  | 2  | 3  | 4  | 5  | 6  | 7 | 8 | 9 | 10 | 11 | 12 | 13 | 14 | 15 |
| Punkty  | 25 | 20 | 16 | 13 | 11 | 10 | 9 | 8 | 7 | 6  | 5  | 4  | 3  | 2  | 1  |

| Rok  | Klasa   | Zespół    | 1      | 2      | 3      | 4      | 5      | 6      | 7      | 8      | 9      | 10     | 11     | 12     | 13     | 14     | 15     | Punkty | Pozycja | Zwycięstwa |
| ---- | ------- | --------- | ------ | ------ | ------ | ------ | ------ | ------ | ------ | ------ | ------ | ------ | ------ | ------ | ------ | ------ | ------ | ------ | ------- | ---------- |
| 1980 | 125 cm³ | Minarelli | NAT 4  | ESP -  | FRA 3  | YUG 3  | NED 3  | BEL 3  | FIN -  | GBR 1  | CZE -  | GER -  |        |        |        |        |        | 63     | 6       | 1          |
| 1980 | 350 cm³ | Bimota    | NAT -  |        | FRA -  |        | NED -  |        |        | GBR -  | CZE 7  | GER -  |        |        |        |        |        | 4      | 21      | 0          |
| 1981 | 125 cm³ | Minarelli | ARG 2  | AUT 2  | GER -  | NAT 2  | FRA 6  | ESP 5  | YUG 1  | NED 2  |        | RSM 1  | GBR -  | FIN -  | SWE 5  | CZE -  |        | 95     | 2       | 2          |
| 1981 | 250 cm³ | MBA       | ARG 8  |        | GER -  | NAT -  | FRA -  | ESP -  |        | NED -  | BEL -  | RSM -  | GBR -  | FIN -  | SWE -  | CZE -  |        | 3      | 30      | 0          |
| 1982 | 500 cm³ | Suzuki    | ARG 10 | AUT NC | FRA -  | ESP -  | NAT -  | NED -  | BEL -  | YUG 9  | GBR 4  | SWE -  | RSM -  | GER 3  |        |        |        | 21     | 13      | 0          |
| 1983 | 500 cm³ | Suzuki    | RSA 11 | FRA -  | NAT -  | GER -  | ESP -  | AUT -  | YUG -  | NED -  | BEL -  | GBR NC | SWE 15 | RSM -  |        |        |        | 0      | -       | 0          |
| 1984 | 250 cm³ | Kawasaki  | RSA -  | NAT -  | ESP 15 | AUT 6  | GER 11 | FRA -  | YUG NC | NED -  | BEL -  | GBR -  | SWE -  | RSM 10 |        |        |        | 6      | 22      | 0          |
| 1985 | 250 cm³ | Aprilia   | RSA 12 | ESP -  | GER 9  | NAT 4  | AUT 5  | YUG 3  | NED 4  | BEL NC | FRA -  | GBR -  | SWE -  | RSM 3  |        |        |        | 44     | 6       | 0          |
| 1986 | 250 cm³ | Yamaha    | ESP NC | NAT 23 | GER -  | AUT -  | YUG -  | NED NC | BEL -  | FRA 13 | GBR NC | SWE NC | RSM -  |        |        |        |        | 0      | -       | 0          |
| 1987 | 250 cm³ | Aprilia   | JPN -  | ESP NC | GER NC | NAT NC | AUT 2  | YUG 2  | NED -  | FRA 7  | GBR 2  | SWE 3  | CZE NC | RSM 1  | POR NC | BRA 8  | ARG NC | 68     | 6       | 1          |
| 1988 | 250 cm³ | Aprilia   | JPN NC | USA 12 | ESP NC | EXP NC | NAT NC | GER -  | AUT -  | NED 5  | BEL NC | YUG 7  | FRA 9  | GBR NC | SWE NC | CZE 4  | BRA NC | 44     | 13      | 0          |
| 1989 | 250 cm³ | Honda     | JPN 19 | AUS 11 | USA 9  | ESP NC | NAT -  | GER 9  | AUT 9  | YUG NC | NED NC | BEL NC | FRA NC | GBR 5  | SWE -  | CZE -  | BRA 3  | 52     | 11      | 0          |
| 1990 | 250 cm³ | Aprilia   | JPN 19 | USA 12 | ESP 13 | NAT 10 | GER 8  | AUT 10 | YUG NC | NED NC | BEL 6  | FRA 3  | GBR NC | SWE 11 | CZE NC | HUN 10 | AUS NC | 63     | 13      | 0          |
| 1991 | 250 cm³ | Aprilia   | JPN 9  | AUS 5  | USA 3  | ESP 3  | ITA 4  | GER NC | AUT 8  | EUR 5  | NED NC | FRA 1  | GBR NC | RSM 3  | CZE NC | VDM NC | MAL 4  | 128    | 6       | 1          |
| 1992 | 250 cm³ | Aprilia   | JPN NC | AUS 5  | MAL NC | ESP 1  | ITA 2  | EUR 2  | GER 3  | NED 3  | HUN 2  | FRA 1  | GBR 2  | BRA 3  | RSA 2  |        |        | 159    | 2       | 2          |
| 1993 | 250 cm³ | Aprilia   | AUS 14 | MAL 7  | JPN NC | ESP NC | AUT 4  | GER 5  | NED 6  | EUR NC | RSM 2  | GBR 3  | CZE 1  | ITA 3  | USA 3  | FIM 2  |        | 158    | 3       | 1          |
| 1994 | 500 cm³ | Aprilia   | AUS -  | MAL -  | JPN -  | ESP 9  | AUT NC | GER NC | NED NC | ITA NC | FRA -  | GBR -  | CZE -  | USA -  | ARG -  | EUR NC |        | 7      | 24      | 0          |
| 1995 | 500 cm³ | Aprilia   | AUS 11 | MAL 8  | JPN 10 | ESP NC | GER 9  | ITA 8  | NED 9  | FRA NC | GBR NC | CZE 7  | BRA NC | ARG NC | EUR 7  |        |        | 59     | 10      | 0          |